# La Chapelle-aux-Lys
La Chapelle-aux-Lys é uma comuna francesa na região administrativa da Pays de la Loire, no departamento de Vendéia. Estende-se por uma área de 10,56 km². Em 2010 a comuna tinha 259 habitantes (densidade: 24,5 hab./km²).